# Cambiemos
Cambiemos (en français « Changeons ») est une coalition politique libérale nationale fondée en 2015 en Argentine, à la suite de l'accord conclu entre la Coalition Civique ARI, Proposition républicaine, l'Union civique radicale et autres forces politiques. Elle se présente pour la première fois aux élections présidentielles de l'Argentine de 2015 en soutenant comme candidat Mauricio Macri, qui remporte l'élection et devient président le 10 décembre 2015.

## Idéologie
Dans la presse internationale, Cambiemos est généralement décrite comme une formation politique « conservatrice ». C'est le cas d'EMOL au Chili, le New York Times aux États-Unis, BBC News en Angleterre, Pravda.ru , le quotidien El País en Colombie, ou L'Universel au Mexique.
Généralement elle est considérée comme néolibérale dans un contexte d'orthodoxie économique,,.
Dans les médias et le milieu politique argentin, Cambiemos est cataloguée à la fois comme conservatrice, en s'exprimant en identique sens le radical et kirchneriste Leopoldo Moreau,, et mais aussi « centriste, libérale développementaliste (es), par l'écrivain et journaliste du quotidien La Nation Luis Gregorich. Dans une moindre mesure, elle est parfois décrite comme d'extrême droite,,.
Elle est décrite par des analystes internationaux comme populiste de droite,,.

## Histoire

### Création
Le 19 novembre 2014 la députée nationale Elisa Carrió, leader de la Coalition Civique ARI, quitte le Front Ample UNEN; en déclarant « il est impossible travailler avec médiocres » et que ses alliés étaient « fonctionnels au kirchnerismo et surtout à Scioli », et qu'ils ne voulaient pas comprendre des membres Proposition républicaine dans leur listes. En plus, elle accuse Julio Cobos de « se financer avec la efedrina et être partenaire de Cristina Kirchner », et de Fernando Solanas, proche du Parti Socialiste, de « voter toutes les lois avec crétinisme ». Et finalement, elle déclare que le leader du PS, Hermes Binner, devait expliquer le trafic de stupéfiants à Santa Fe et comment celui-ci y avait pris la province.

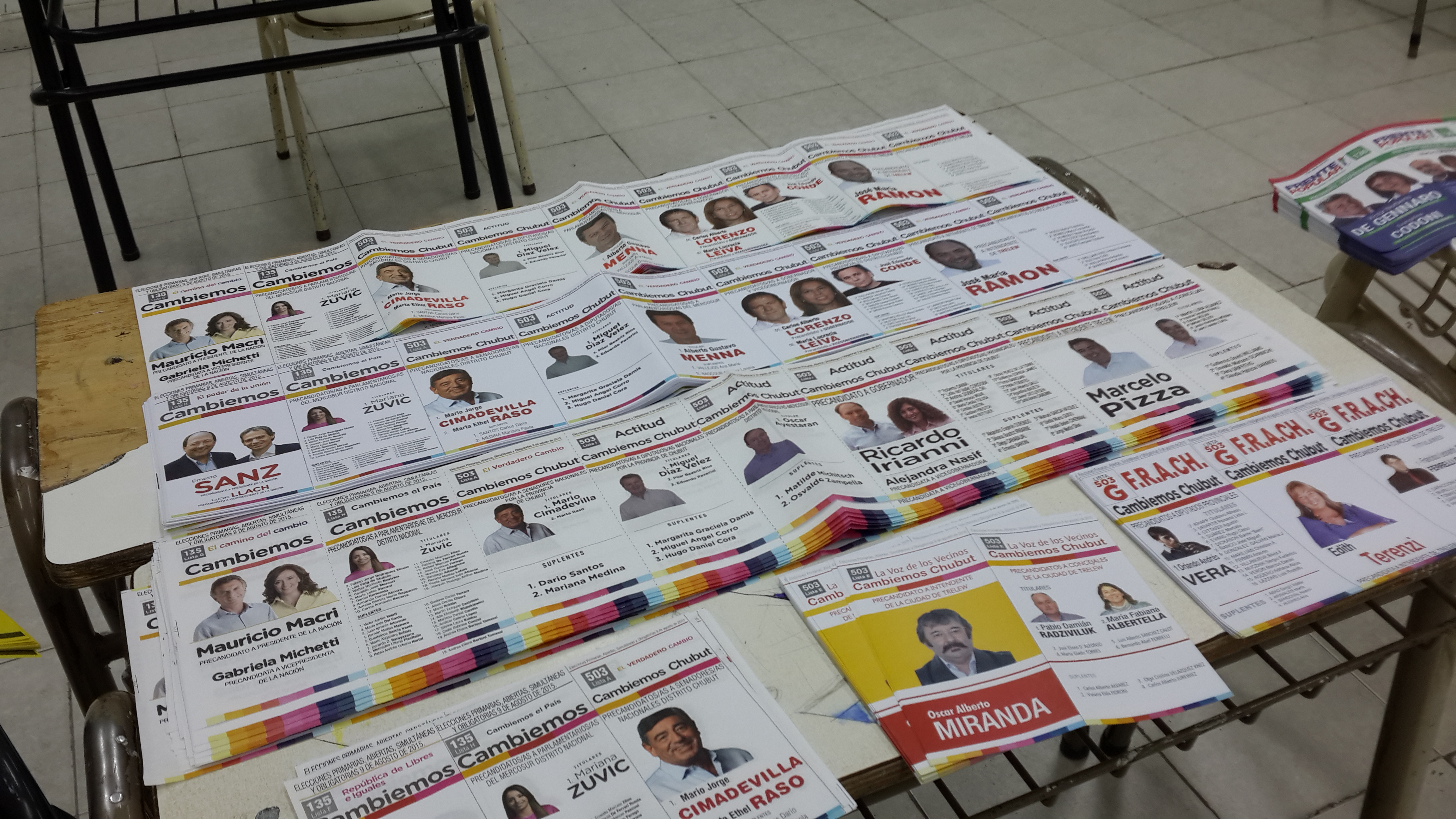
Bulletins de vote de Cambiemos aux élections primaires du 9 août 2015 à Trelw.

Après une paire de réunions privées entre Carrió et des représentants de Proposition Républicaine (Gabriela Michetti, et le leader de l'espace, Mauricio Macri), le  31 janvier de 2015 est communiqué l'alliance entre dit chef de gouvernement et législatrice parlementaire pour se présenter aux élections primaires, en déclarant « sceller l'unité » pour qu'« il y ait une alternative compétitive face à ceux qu'ils nous gouvernent depuis des décennies», en faisant référence à l'hégémonie du PJ au pouvoir (1989-2015, avec une brève exception pendant la  période aliancista 1999-2001).
Le président de l'Union Civique Radicale, le sénateur national Ernesto Sanz, qui  pendant le deuxième semestre de 2014 rejoignis Carrió, une des précurseures d'une alliance plus large encore, se confortant dans son opinion, se distinguant de l'opinion Cobos, un autre radical, qui prônait que « l'UCR devait conserver son identité historique » et que « elle devait se présenter devant les électeurs que dans quelque moment s'a identifié avec le extinto FA-UNEN »,. Finalement, les deux positions s'affrontèrent à la Convention Nationale de l'Union Civique Radicale réunie dans la ville de Gualeguaychú, où après un débat agité, le vote vit la victoire dans la matinée du 15 mars 2015 de la position défendue par Sanz par 186 votes pour et 130 votes contre, confirmant ainsi l'alliance avec le PRO et la CC-ARI,.
Ultérieurement la coalition est rejointe par le Parti FE de Gerónimo Venegas et la Partie Union par la Liberté de Patricia Bullrich.
Après l'accord entre les partis, la coalition est officialisée le 10 juin 2015 sous l’appellation Cambiemos. Ils sont rejoints par le Parti Conservateur Populaire et le Parti Démocrate Progressiste, bien que seuls les chefs des principaux partis se présentent.

### Début électoral

#### Élections primaires
Le 9 août, lors des primaires, les trois cofondateurs se présentent pour représenter la coalition. C'est une victoire pour Macri, qui s'impose dans les 24 districts ; en obtenant son meilleur résultat à San Juan où il triomphe avec 90,38 % des suffrages, tandis que son résultat son plus bas est à Chaco, où il ne recueille que 60,57 % des votes de Cambiemos. Les meilleurs et pires résultats de Carrió sont respectivement de 12,50% en Santa Cruz et 2,09 % à Catamarca. De son côté de Sanz obtient son meilleur résultat à Corrientes avec 29,64 % des suffrages et la plus faible en Terre de Feu avec 5,78 %. C'est ainsi que Mauricio Macri et Gabriela Michetti devient les candidats officiels qui représentent la coalition politique lors de l'élection présidentielle.

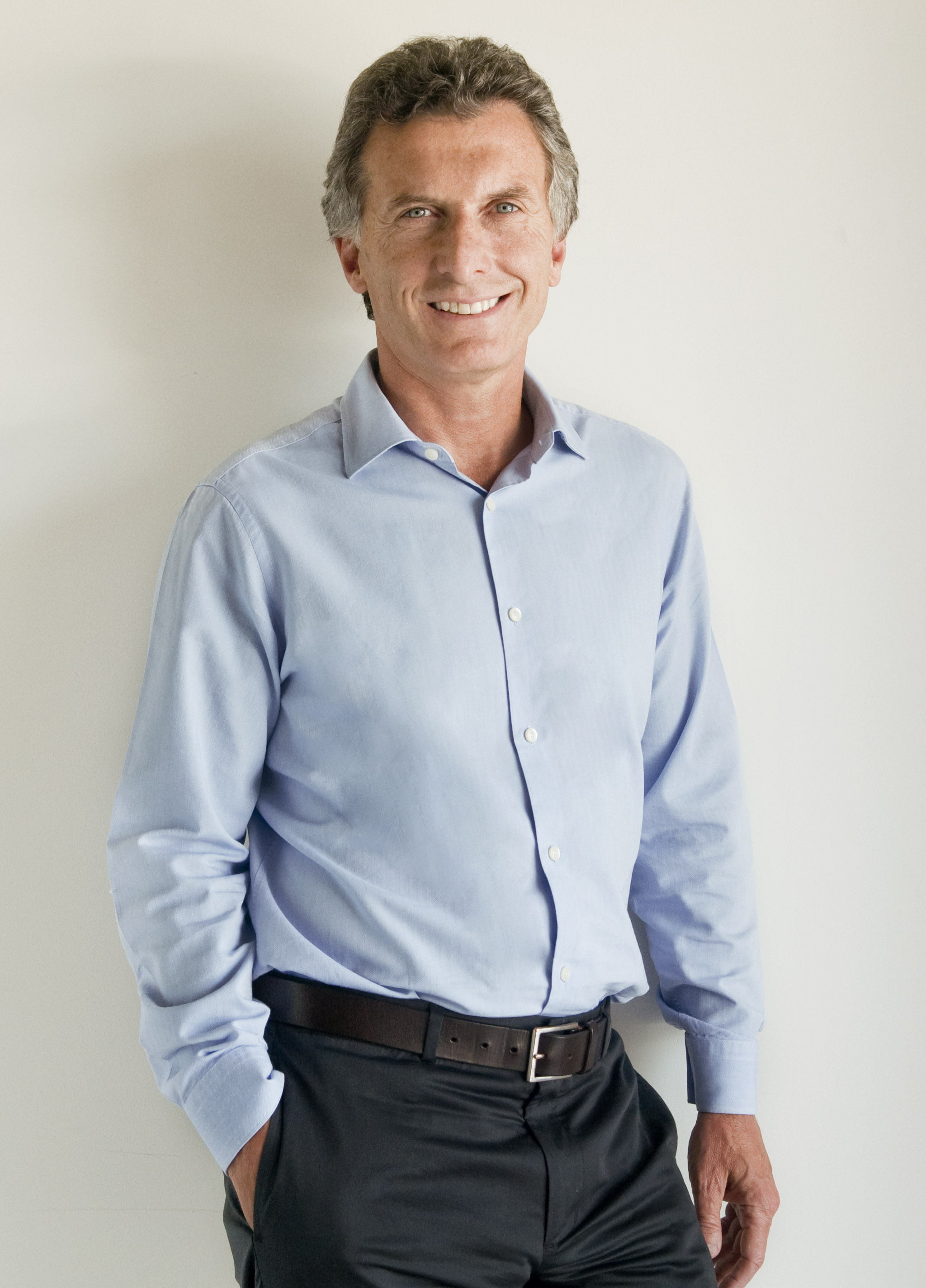
Mauricio Macri.

À niveau fédéral, Cambiemos obtient 30,07 % des votes, 17,18 % de plus que la deuxième force derrière le kirchneriste aux dernières élections. Il remporte la première place dans deux arrondissements: dans la Capitale Fédérale avec 49 % et à Mendoza avec 36 % en se consolidant ainsi sa position de deuxième force nationale, derrière le Front pour la Victoire,.
| Coalition | Total des votes | Pourcentage national | Pre-Formule                         | Liste                                                              | Votes     | Pourcentage | Résultat |
| --------- | --------------- | -------------------- | ----------------------------------- | ------------------------------------------------------------------ | --------- | ----------- | -------- |
| Changeons | 6 595 914       | 30,07%               | Mauricio Macri - Gabriela Michetti  | El Camino del Cambio (La voie du changement)                       | 5 325 990 | 80,75%      | Lauréat  |
| Changeons | 6 595 914       | 30,07%               | Ernesto Sanz - Lucas Llach          | El Poder de la Unión (Le pouvoir de l'union)                       | 756 777   | 11,47%      | Non      |
| Changeons | 6 595 914       | 30,07%               | Elisa Carrió - Héctor "Toty" Flores | República de Libres e Iguales (République des libres et des égaux) | 513 147   | 7,78%       | Non      |

#### Élections générales
Après une intense campagne et le premier débat de l'histoire en Argentine, les élections présidentielles se déroulent le 25 octobre. En les mêmes, la principale force d'opposition se place à la seconde place avec 34,15% des suffrages, c'est-à-dire une croissance de 4,08% avec 2 005 149 votes de plus que lors des primaires. Ainsi Macri augmente de 3 275 073 personnes par rapport au mois d'août, il est le candidat qui a plus progressé, de même que l'alliance. Cambiemos s'impose dans 5 arrondissements, trois de plus qu'aux primaires : en plus de Mendoza et de la Capitale Fédérale s'ajoute Cordoue, Entre Ríos et Santa Fe. Les deux candidats ayant obtenu les meilleurs scores se retrouvent en ballottage pour le deuxième tour.
Au niveau provincial, les gouvernorats de Jujuy avec le radical Gerardo Moraux à sa tête qui obtient 58,34% des votes, et Buenos Aires où la candidate PRO María Eugenia Vidal remporte avec 39,42%, une victoire historique en étant la première gouverneure de la province la plus influente du pays et en rompant avec l'hégémonie du PJ, que gouvernait depuis 1987.
À ceux-ci s'ajoutent Mendoza où Alfredo Cornejo gagne avec 45,33% le 21 juin et la Capitale Fédérale, une autre victoire historique est remportée. Les deux premiers postes sont occupés par des membres de Cambiemos à ces élections, le courant «PRO» et le courant «UCR-CC», qui obtient respectivement 45,56 % et 25,48%. En outre au total 1 298 202 votes, les représentants des deux courants, Horace Rodríguez Larreta et Martín Lousteau, se combattent au deuxième tour, sans avoir dépassé les 50 % nécessaires. C'est finalement Larreta qui s'impose avec 51,64 % contre 48,36 % pour le futur ambassadeur. Le cinquième arrondissement est Corrientes, où depuis les élections de la province en 2013 une alliance gouverne qui s'aligne avec la coalition Cambiemos.
| Parti                               | Candidats                                   | Votes     | %       | Résultat   |
| ----------------------------------- | ------------------------------------------- | --------- | ------- | ---------- |
| Front pour la Victoire              | Daniel Scioli Carlos Zannini                | 9 338 449 | 37,08 % | Ballottage |
| Cambiemos                           | Mauricio Macri Gabriela Michetti            | 8 601 063 | 34,15 % | Ballottage |
| Unis par une Nouvelle Alternative   | Sergio Massa Gustavo Sáenz                  | 5 386 965 | 21,39 % |            |
| Front de Gauche et des Travailleurs | Nicolás del Caño Myriam Bregman             | 812 530   | 3,23 %  |            |
| Progressistes                       | Margarita Stolbizer Miguel Ángel Olaviaga   | 632 551   | 2,51 %  |            |
| Engagement Fédéral                  | Adolfo Rodríguez Saá Liliana Negre d'Alonso | 412 557   | 1,64 %  |            |

#### Deuxième tour
Le 22 novembre date du second tour, Mauricio Macri est élu comme nouveau Président de l'Argentine avec 51,34% des suffrages, en surpassant ainsi le candidat du Front pour la Victoire, Daniel Scioli. Il obtient 12 997 938 votes, 4 396 875 voies de plus qu'aux élections générales et 6 206 660 de plus qu'aux élections primaires.
Il s'est imposé dans 9 des 24 arrondissements, 4 de plus qu'aux élections générales et 7 plus qu'aux primaires; avec : La Pampa (51,03%), Jujuy (52,89%), Entre Ríos (53,86%), Santa Fe (55,72%), La Rioja (56,50%), Mendoza (57,53%), San Luis (64,13%), Capitale Fédérale (64,80%) et Cordoue, où il réalise son meilleur score avec 71,51%.
| Parti                  | Candidats                        | Votes      | %       |
| ---------------------- | -------------------------------- | ---------- | ------- |
| Changeons              | Mauricio Macri Gabriela Michetti | 12 997 938 | 51,34 % |
| Front pour la Victoire | Daniel Scioli Carlos Zannini     | 12 317 329 | 48,66 % |

## Résultats électoraux

### Chambre des députés
| Année | Votes      | %     | Sièges remportés | Total des sièges | Position          | Présidence                 | Note |
| ----- | ---------- | ----- | ---------------- | ---------------- | ----------------- | -------------------------- | ---- |
| 2015  | 8 230 605  | 32,00 | 42 / 130         | 87 / 257         | Première minorité | Mauricio Macri (Cambiemos) |      |
| 2017  | 10 161 053 | 41,76 | 61 / 127         | 107 / 257        | Première minorité | Mauricio Macri (Cambiemos) |      |

### Chambre des sénateurs
| Année | Votes     | %     | Sièges remportés | Total des sièges | Position          | Présidence                 | Note |
| ----- | --------- | ----- | ---------------- | ---------------- | ----------------- | -------------------------- | ---- |
| 2015  | 2 623 336 | 36,75 | 9 / 24           | 17 / 72          | Deuxième minorité | Mauricio Macri (Cambiemos) |      |
| 2017  | 4 802 632 | 41,01 | 12 / 24          | 24 / 72          | Deuxième minorité | Mauricio Macri (Cambiemos) |      |